# Софт-рок
Софт-рок (англ. Soft rock — «мягкий рок») или лайт-рок (англ. light rock — «лёгкий рок») — музыкальный жанр, применяющий техники рок-музыки (в частности, элементы фолк-рока) для создания более приятного, мягкого и приглушённого звучания.

## Характеристики
Софт-рок стремится достичь более мягкого, более приятного для слуха звучания, чтобы такую музыку было приятно слушать, например, на работе или за рулем. Софт-рок часто поётся высокими голосами: в мужском вокале преобладает тенор, тексты софт-рока, как правило, сфокусированы на приятных темах, таких, как любовь, повседневная жизнь и дружба. Чтобы достичь максимального эффекта, софт-рок группы часто используют фортепиано и саксофоны.

## История
В конце 1960-х стало распространяться деление мейнстримного рока на софт-рок и хард-рок, причём оба этих жанра стали важнейшими радио-форматами США. Софт-рок часто произрастал из фолк-рока, применяя акустические инструменты и делая больший акцент на мелодиях и вокальных гармониях. Среди важнейших исполнителей были Кэрол Кинг, Кэт Стивенс, The Hollies, Джеймс Тейлор и Bread.

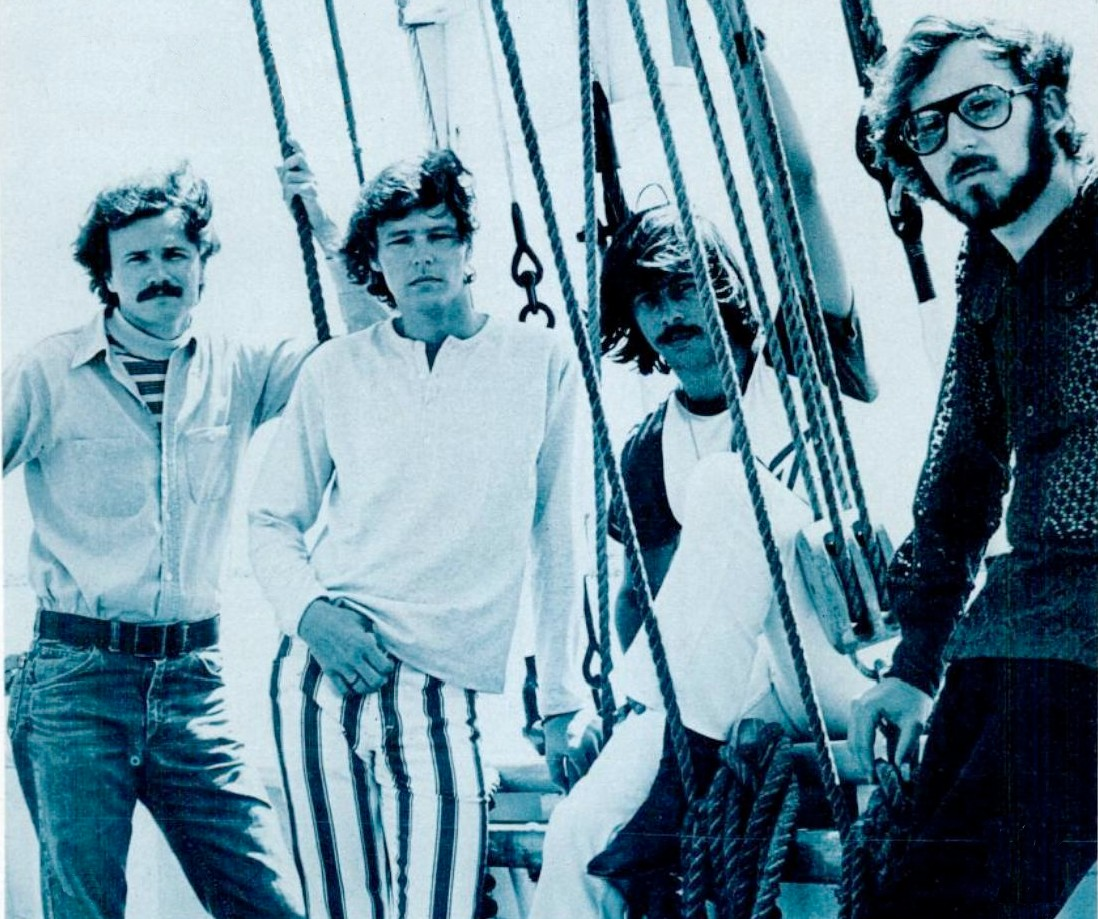
Группа Bread в 1970 году.

Популярный хит «(They Long to Be) Close to You» группы The Carpenters был выпущен летом 1970 года, вслед за которым последовала песня «Make It with You» группы Bread. Обе эти песни являются ранними примерами более мягкого звучания, который начинал доминировать в хит-парадах. В конечном счете эта тенденция достигла своего коммерческого пика во второй половине 1970-х, с такими исполнителями, как Билли Джоэл, Элтон Джон, Chicago, Toto, Кристофер Кросс, Майкл Макдональд, England Dan & John Ford Coley, Air Supply, Seals and Crofts, America и реформированными Fleetwood Mac, чей Rumours (1977) стал наиболее продаваемым альбомом десятилетия. К 1977 году некоторые радиостанции, как нью-йоркские WTFM и WYNY, полностью перешли на формат софт-рока. К 1980-м изменились вкусы, и радио-форматы отразили это изменение, включая исполнителей, таких как Journey.
Радио-формат развился в то, что стало известным как adult contemporary или adult album alternative, — менее «роковый» формат, чем софт-рок. Софт-рок сохранился и в 1990-е годы, а исполнители предыдущих десятилетий продолжали выпускать новую музыку, такую как Genesis, чей софт-рок-сингл 1992 года «Hold on My Heart» возглавил канадский чарт синглов и чарт Billboard Adult Contemporary. Появились новые группы и исполнители, такие как датская группа Michael Learns to Rock, получившая огромную популярность в Азии, причем многие синглы стали коммерчески успешными на континенте, и австралийская группа Southern Sons, которая пользовалась успехом в чартах ARIA с тремя топ-10 синглами.